# Samba (canção)
Samba é uma canção gravada pelo cantor porto-riquenho Ricky Martin com a participação da cantora brasileira Claudia Leitte para seu nono álbum de estúdio Música + Alma + Sexo (2011). Composta por Deeplick, Desmond Child, Marcelo Mira e Samille Joker, a canção originalmente faria parte do primeiro álbum de estúdio de Leitte, As Máscaras (2010), porém foi removida ao ser apresentada para Martin. Foi lançada em 16 de fevereiro de 2011 numa versão remix através do site oficial de Ricky Martin.

## Lançamento
Em 16 de fevereiro de 2011, Ricky Martin lançou uma versão remix da canção feita por Deeplick em seu website. Duas versões remixes de Samba foram inclusas na edição brasileira do álbum Música + Alma + Sexo, lançado em 15 de abril de 2011. Em 22 de novembro de 2011, a versão original da canção e seu videoclipe foram inclusos no relançamento do álbum intitulado de "Fan Edition". Em 28 de dezembro de 2012, um usuário vazou no Soundcloud a versão de Samba que estaria presente no álbum As Máscaras. Claudia disponibilizou a canção para download digital gratuito em seu website por alguns anos.

## Versões
- "Samba" - 3:11
- "Samba" (Dub2deep Remix) - 5:00
- "Samba" (Deeplick Carnival Mix) - 4:57
- "Samba" (Video Remix) - 3:05
- "Samba" (Demo - Claudia Leitte com participação de Alex-Ci) - 4:00